# تپه کانی چایله
تپه کانی چایله مربوط به دوران پیش از تاریخ ایران باستان - عصر مس و سنگ - عصر آهن است و در شهرستان قروه، بخش ئیلاق، دهستان ییلاق جنوبی، روستای مبارک‌آباد واقع شده و این اثر در تاریخ ۱۴ اسفند ۱۳۸۵ با شمارهٔ ثبت ۱۷۷۸۴ به‌عنوان یکی از آثار ملی ایران به ثبت رسیده است.